# حسینیه محله گرمسیر
حسینیه محله گرمسیر مربوط به دوره قاجار است و در تفت، خیابان معاصر، محله گرمسیر واقع شده و این اثر در تاریخ ۱۱ مرداد ۱۳۸۴ با شمارهٔ ثبت ۱۲۳۵۵ به‌عنوان یکی از آثار ملی ایران به ثبت رسیده است.